# Saas-Balen
Pour les articles homonymes, voir Balen (homonymie).
Saas-Balen est une commune suisse du canton du Valais, située dans la vallée de Saas et dans le district de Viège.

## Patrimoine bâti

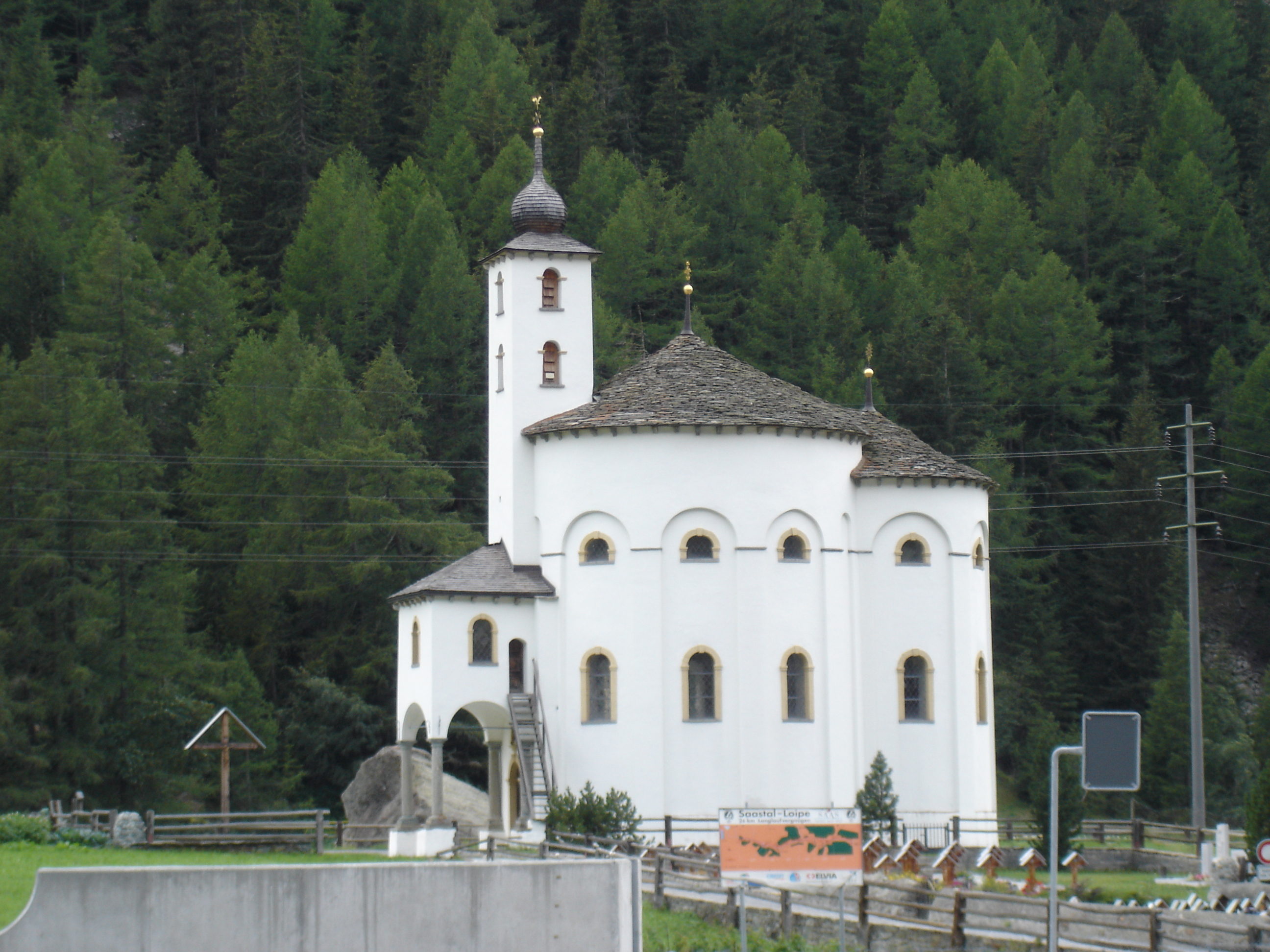
Église circulaire de Saas-Balen.

L'ancienne église paroissiale de l'Assomption de la Vierge (Maria Himmelfahrt) est l'une des constructions baroques les plus originales de Suisse. Construite de 1809 à 1812 par Johann Joseph Andenmatten, elle perd en 1958 sa fonction d’église paroissiale et est restaurée en 1993-1994. Son plan très original intègre deux cylindres imbriqués formant le chœur et la nef. Le mobilier, en partie récupéré de l'église précédente, est lui aussi remarquable, avec son maître-autel richement sculpté inspiré de la chapelle Ringacker de Loèche, avec un groupe illustrant l'Assomption de Marie, les apôtres devant le tombeau vide, et divers saints, de 1744. À gauche, se trouve un autel rococo avec la figure de saint Joseph, datant des années 1780-1790.
La nouvelle église paroissiale « Zum kostbaren Blut », est un bâtiment allongé élevé en 1956-1959 par Max Kopp, architecte, orné de peintures murales de Werner Zurbriggen.